# The Messengers
The Messengers (Los mensajeros) es una película estadounidense de 2007, protagonizada por Kristen Stewart, Dylan McDermott y Penelope Ann Miller. La película, del género terror, tiene una temática sobrenatural.

## Argumento
Una nueva familia de la ciudad se muda con la esperanza de iniciar una granja. El personaje principal, la hija adolescente de la familia, Jess Solomon (Kristen Stewart), está molesta por tener que alejarse de sus amigos. Antes de los acontecimientos en la película, ella había conducido borracha con su hermano menor, Ben, en el coche. En su estado de intoxicación, tiene un accidente. Su hermano pequeño resultó herido y como resultado, fue hospitalizado y dejó de hablar. También debido al accidente, su padre, Roy, y su madre, Denise, tienen dificultades para confiar en su hija. El padre, Roy Salomón, se muda con su familia a la granja creyendo que esto les ayudará.
Gradualmente, comienzan a ocurrir una serie de eventos ominosos: En primer lugar, la casa siempre parece tener cuervos volando a su alrededor, algunos de ellos incluso atacan a Roy. Además, Jess tiene un encuentro con uno de los fantasmas, la hermana, en el sótano. Luego, ella llama al 911 y las autoridades al llegar, encuentran una Jess aterrorizada. La policía lo da por una falsa alarma y los padres de Jess tampoco creen en ella. Mientras que Ben vio lo que ocurrió, siendo muy joven y mudo, no puede confirmar su historia. Sólo Bobby, un adolescente de la ciudad que se hace amigo de Jess, la apoya.
Jess y Ben tienen más encuentros con los fantasmas que rondan por esa casa. Un encuentro en particular, es un ataque que se produce en uno de los cobertizos de la familia, detrás de la antigua casa. Como resultado ella termina en el hospital, en el cual, los doctores la toman como una adolescente que quiere llamar la atención lastimándose a propósito.
Después de que sus padres la tomen por mentirosa, Jess decide salir para ver si la mujer de la foto en la tienda y la mujer en el collar (que encontró en el sótano) son la misma; al ver la foto Jess descubre que el cuidador que ayuda a su papá en la granja (John) era el esposo de la mujer del collar y la tienda(que resulta ser la misma) y vuelve a casa a toda prisa en el carro de su amigo Bobby para salvar a su mamá y hermano menor.
De vuelta en casa, la madre de Jess, Denise, esta por dormir a Ben cuando se da cuenta de que una mancha de sangre se expande por la pared, después de unos segundos ve el fantasma que su hija Jess había visto, entonces toma a Ben y comienza su desesperado intento por salir de la casa.
Mientras tanto, afuera de la casa John observa como la madre de Jess comienza a sacar maletas y se desarrolla un <flashback> en la cabeza de él, en el que recuerda como su esposa se preparaba para dejar la casa y dejarlo a él años atrás.
John persigue a Denise y Ben, los cuales tienen que encerrarse en el sótano para esconderse, minutos después Jess y Bobby llegan a casa y este último es golpeado por John y queda noqueado en el piso de la entrada; Jess entra al sótano y se esconde junto a su mamá y hermano menor, Ben.
Después de la entrada al sótano de John y su desesperación por encontrar a Jess, Ben y Denisse (los cuales confunde con su familia asesinada), Roy entra a la casa y baja al sótano desesperado por haber encontrado a Bobby en el piso de la entrada, al llegar ahí es recibido con una agresión por parte de John, Jess toma una pala e intenta golpear al agresor con ella pero falla, y cuando este último esta por matarla se observa como unas manos están por debajo del lado que se encuentra atrás de él, estas lo sumergen y muere.
Gracias a Bobby, la policía y los paramédicos llegan poco después. del ataque final. Roy es llevado en la ambulancia para que sus heridas puedan ser atendidas y tanto él como Denise le piden disculpas a Jess por no creer en ella y prometen que nunca volverán a dudar de ella. Finalmente, las cosas vuelven a la normalidad. Los cuervos dejan de atacar, los fantasmas no vuelven a aparecer y Ben empieza a hablar otra vez.

## Reparto
- Kristen Stewart como Jess Solomon.

- Dylan McDermott como Royce Solomon.

- Penelope Ann Miller como Denise Solomon.

- John Corbett como John Rollins.

- Dustin Milligan como Bobby.

- Jodelle Ferland como Michael Rollins.

- Shirley McQueen como Mary Rollins.

- Tatiana Maslany como Linsday Rollins.

## Éxito en taquilla
The Messengers encabezó la taquilla durante el fin de semana del 2 al 4 de febrero del año 2007. En su primer fin de semana acumuló 14.713.321 dólares. En febrero del 2008, la película había acumulado 54.957.265 dólares.
- Datos: Q632174